# Хассан Мухаммед Маккі
Хассан Мухаммед Маккі (араб. حسن محمد مكي; 1933 — 2016) — єменський державний і політичний діяч, прем'єр-міністр Єменської Арабської Республіки, був усунутий від посади в результаті державного перевороту. Також у різні роки займав пости міністра закордонних справ, економіки, посла ЄАР в Італії, Німеччині, Канаді, США та ООН.

## Життєпис
Народився у 1933 році в заможній родині і для отримання освіти спочатку був відправлений до Єгипту, а потім до Італії. У 1956 році закінчив Римський університет, а в 1960 р після закінчення Болонського університету отримав докторський ступінь з економіки. Після повернення до Ємену з 1960 по 1962 р працював консультантом в Міністерстві економіки.
З падінням монархії у вересні 1962 р стає заступником міністра економіки в республіканському уряді і директором Єменського банку реконструкції та розвитку.
Потім входив в уряд Єменської Арабської Республіки (ЄАР): 1963—1964 рр. — міністр економіки, квітень-вересень 1966 і 1967—1968 рр. — міністр закордонних справ. Коли в 1968 році він вирішив виступати як посередник під час повстання насерістскіх офіцерів і частин армії в Сані, то був важко поранений.
Потім він був направлений на дипломатичну роботу: спочатку які посол в Італії (1968—1970), а потім — до Федеративної Республіки Німеччина (1970—1972).
У 1972—1974 рр. обіймав посади заступника прем'єр-міністра і міністра економіки, з лютого по червень 1974 — прем'єр-міністр ЄАР.
У 1974 році — заступник прем'єр-міністра і міністра економіки,
У 1974—1976 рр. — постійний представник Ємену при ООН,
У 1975—1976 рр. — посол в США і Канаді,
У 1975—1976 рр. — президент Університету Сани,
У 1977—1979 рр. — посол в Італії,
У 1979—1980 рр. — міністр закордонних справ,
У 1980—1984 рр. — знову заступник прем'єр-міністра і міністра економіки.
У період Громадянської війни в Ємені (1994) на нього було скоєно замах, жертвами якого стали його водій і охоронець, однак сам політик не постраждав.